# Vlorë
Vlorë, ou também Vlora em albanês (em grego antigo, Αυλών/Aulōn ; em  grego moderno, Αυλώνα/Avlóna; em italiano, Valona) é um município (em albanês:  bashkia) e a segunda cidade portuária da Albânia, depois de Durrës. Localiza-se no sudoeste da Albânia, na costa do Mar Adriático, é a capital do distrito de Vlorë e da prefeitura de Vlorë.
É uma das mais antigas cidades albanesas, com traços de civilização que datam do século VI a.C. Ismail Qemali declarou a Albânia independente do Império Otomano a 28 de Novembro de 1912 em Vlorë. Na época, a cidade tornou-se capital do país. A cidade foi invadida pela Itália em 1914 e em 1939.
Segundo uma hipótese, trata-se da Glavinitsa (Albânia) medieval. 
Em 1997 a cidade foi palco de revoltas populares, após o colapso de vários esquemas de investimentos fraudulentos, que levaram à queda do governo de Sali Berisha e quase levaram o país à guerra civil.
Atualmente, Vlorë é um centro de turismo, com muitos hotéis, centros de lazer e extensas praias.